# Kurgha (Gulmi)
Kurgha (nep. कुर्घा) – gaun wikas samiti w zachodniej części Nepalu w strefie Lumbini w dystrykcie Gulmi. Według nepalskiego spisu powszechnego z 2001 roku liczył on 638 gospodarstw domowych i 3432 mieszkańców (1880 kobiet i 1552 mężczyzn).